# Whanganui (rivier)
Whanganui is een grote rivier in Nieuw-Zeeland aan de zuidwestkust van het Noordereiland. De naam werd lange tijd geschreven als Wanganui, wat op verzoek van de Māori in 1991 veranderd werd in Whanganui, deels ook om verwarring met de Wanganui-rivier op het Zuidereiland te voorkomen. 
Op 5 augustus 2014 kreeg de Whanganui als eerste rivier ter wereld rechtspersoonlijkheid.

## Stroomgebied
De rivier heeft een lengte van 290 km, en is daarmee de op twee na langste rivier van het land. Een groot gedeelte van de rivier stroomt door het Nationaal park Whanganui, alhoewel de rivier geen deel uitmaakt van het park. 
De Whanganui is de langste bevaarbare rivier van het land. Hiervoor werden in de 20e eeuw enkele stroomversnellingen met springstoffen bedwongen.
De rivier ontspringt aan de noordkant van Mount Tongariro, een van de drie actieve vulkanen op het centrale plateau van het Noordereiland, nabij het Rotoairameer, binnen de grenzen van Nationaal park Tongariro. In de bovenloop wordt een deel van het debiet afgeleid naar de waterkrachtcentrale van Tokaanu. Eerst stroomt de rivier naar het noordwesten voordat ze naar het zuidwesten afbuigt nabij Taumarunui. Daarvandaan loopt ze door het wilde, beboste gebied van King Country. Hierna wordt de stroomrichting zuidoostelijk, langs Pipiriki en Jerusalem voordat de rivier bij de stad Whanganui de kust bereikt.
In de jaren zeventig kwam bij een kleine uitbarsting van de Mount Ruapehu lava terecht in het kratermeer van de Ruapehu. Het giftige water uit het meer stroomde de Whanganui in en veroorzaakte de dood van veel vissen in de rivier.

## Rechtspersoon
Op 5 augustus 2014 werd een overeenkomst getekend tussen de overheid en de Whanganui iwi, de Māori-stam die het stroomgebied van de Whanganui oorspronkelijk bewoonde. In deze overeenkomst worden de rechten van de rivier vastgelegd.
In het denken van de Māori heeft een rivier een status die gelijkwaardig is aan de mens, of aan dieren, of bomen. “De rivier is zichzelf.”  In de termen van de overeenkomst is de rivier een ondeelbaar en levend geheel van de bron (de bergen) tot de zee, inclusief de zijrivieren en al de fysieke en metafysische elementen. Dat botst nogal met het westerse wereldbeeld, waarin alleen mensen, of menselijke organisaties rechten hebben, en een dier, of de natuur, laat staan een rivier, geen wettelijke rechten heeft. Daar is nu dus verandering in gekomen. De rivier heeft rechtspersoonlijkheid gekregen. De rivier wordt wel door (natuurlijke) personen, twee tot zes voogden, vertegenwoordigd. Daarvan wordt de helft door de overheid benoemd, en de andere helft door de lokale Māori-gemeenschap. Deze voogden zullen een plan opstellen, waarin sociale, culturele en economische onderwerpen in verband met de gezondheid en het welzijn van de rivier worden vastgesteld. Het is duidelijk dat dit precedent op termijn belangrijke gevolgen kan hebben voor het denken over de relatie tussen mens en natuur.